# Psychotria solitudinum
Psychotria solitudinum ist eine Strauchart aus der Familie der Rötegewächse (Rubiaceae), die im südlichen Mittelamerika und im nordwestlichen Südamerika vorkommt.

## Beschreibung

### Vegetative Merkmale
Psychotria solitudinum ist ein 2–6 m hoher, ästiger Strauch. Die beblätterten Zweige sind stumpf vierkantig, kahl und 2–6 mm dick, mit meist etwas verdickten Knoten. Sie werden beim Vertrocknen in der Regel gelblich grün. Die Nebenblätter der gegenständig am selben Knoten sitzenden Laubblätter sind paarweise miteinander zu „Interpetiolarstipeln“ verwachsen, die weiters untereinander meist zu einer stängelumfassenden, 2–4 mm langen Scheide verwachsen sind. Sie sind 2–6 mm lang und 2–5 mm breit, haben eine längliche bis eiförmige Form und sind vorne abgerundet mit zwei kurzen, 0,5–1 mm langen, von einer kleinen Einbuchtung getrennten, dreieckigen bis schmal dreieckigen, spitzen Lappen. Die Nebenblätter bleiben lange erhalten. Der Blattstiel ist 7–25(–50) mm lang, 1–2 mm dick und wird beim Vertrocknen gelblich. Die einfache, ungeteilte Blattspreite ist elliptisch bis länglich-elliptisch, eiförmig oder verkehrteiförmig, (5–)9–23(–30) cm lang und (2–)3,5–11(–14) cm breit. Sie ist meist zweifarbig, oberseits gräulich grün und wird beim Vertrocknen pergamentartig. Die Spreite besitzt einen spitz bis stumpf keiligen Grund, der oft etwas am Blattstiel herabläuft, und ist vorne meist in eine 5–15 mm lange, gerade oder sichelige Spitze zugespitzt. Die Blattspreite ist fiedernervig mit jederseits 10–18 oberseits nicht vorspringenden Seitennerven, die annähernd im rechten Winkel von der ober- und unterseits etwas hervortretenden Mittelrippe abzweigen und sich bogenförmig in der Nähe des Spreitenrands zu einem den Rand begleitenden Nerv vereinigen. In den Nervenwinkeln sind keine Acarodomatien vorhanden. Die Nebenblätter, Blattstiele und Oberseiten der Blattspreiten sind kahl, die Unterseiten sind ebenfalls kahl oder weisen beiderseits entlang der Mittelrippe einige 0,2–0,6 mm lange Haare auf.

### Generative Merkmale
Die Blütenstände stehen auf 2–9 cm langen und 2 mm dicken, kahlen oder kurz flaumhaarigen Stielen einzeln an den Enden der Zweige. Es handelt sich um 8–20(–26) cm lange und 5–15(–20) cm breite, im Umriss pyramidenförmige Rispen mit grünen, zur Fruchtzeit manchmal auch purpurn verfärbten, kurz behaarten Ästen. Die Rispen sind etwa so lang oder etwas kürzer als die obersten Laubblätter. Sie besitzen an den 2–4 unteren Knoten jeweils zwei gegenständige, locker angeordnete, weit abstehende Hauptäste, die in der unteren Hälfte oft gabelig und gegen ihre Enden zu zymös verzweigt sind, mit zick-zack-artigem Erscheinungsbild. Zur Fruchtzeit verlängern sich die Äste etwas und sind dann ährenartig gestreckt. Die meist ungestielten Blüten sitzen einzeln oder zu zweit bis dritt geknäuelt. Die eiförmigen bis schmal dreieckigen, stumpfen bis spitzen Tragblätter der Rispenäste sind bis 5 mm lang, die Vorblätter gegen die Astenden hin 1–3 mm lang.

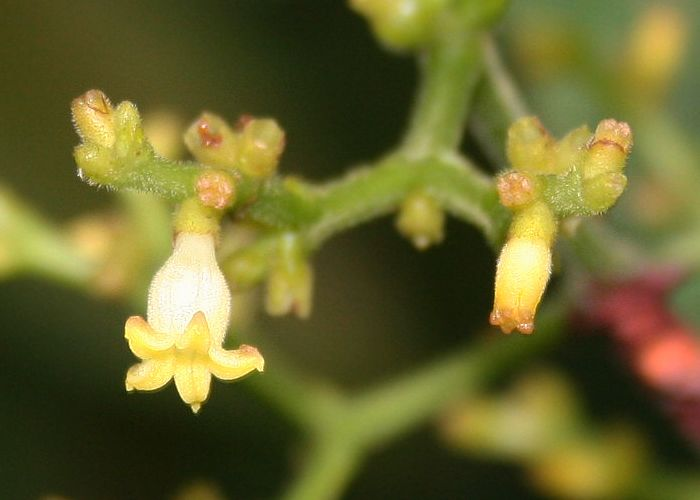
Offene Blüte und Blütenknospen

Die radiärsymmetrischen, zwittrigen Blüten sind distyl und proterandrisch. Der verkehrt-kegelförmige Blütenbecher ist ca. 1 mm lang. Die Kelchblätter sind zu einem 1–1,5 mm langen Saum verwachsen, der oben gestutzt ist oder nur schwach differenzierte, wellige Zipfel besitzt. Die weiße, hellgrüne bis gelbe, fünfzählige Krone hat aufgeblüht eine trichter- bis urnenförmige Gestalt. Im Knospenzustand weist sie an der Spitze fünf Höcker auf. Die (4–)5,5–6 mm lange Kronröhre hat am Grund 0,7–1,5 mm, oben 2–3,5 mm Durchmesser. Die 1–1,5(–2) mm langen, dreieckigen, in der Knospe klappig deckenden, spitzen Kronzipfel weisen im jungen Zustand außen an der Spitze einen nasenartigen, ca. 1 mm langen, dicht kurz behaarten Vorsprung auf. Blütenbecher, Kelch und Krone sind außen dicht mit weißen, 0,2–0,5 mm langen Flaumhaaren besetzt bis verkahlend. An der Innenseite ist die Krone fast völlig kahl und nur am Grund kurz behaart. Die fünf Staubblätter sind abwechselnd mit den Kronzipfeln stehend in die Kronröhre eingefügt und in ihr verborgen. Die länglichen Staubbeutel öffnen sich der Länge nach. In langgriffeligen Blüten sind die Staubbeutel ungefähr 1,5 mm lang und befinden sich in der unteren Hälfte der Kronröhre, in kurzgriffeligen Blüten sind sie etwa 2 mm lang und befinden sich in der oberen Hälfte der Kronröhre. Der unterständige Fruchtknoten ist zweifächerig. In jedem Fach ist eine einzige grundständige Samenanlage vorhanden. Auf dem kurzen Griffel sitzen zwei fingerförmige, etwa 1 mm lange Narben. In langgriffeligen Blüten befinden sich die Narben im Schlund der Krone, in kurzgriffeligen Blüten sind sie in die Kronröhre eingeschlossen und befinden sich auf halber Länge der Kronröhre oder darunter. Die Griffelbasis ist von einem ringförmigen Diskus umgeben.

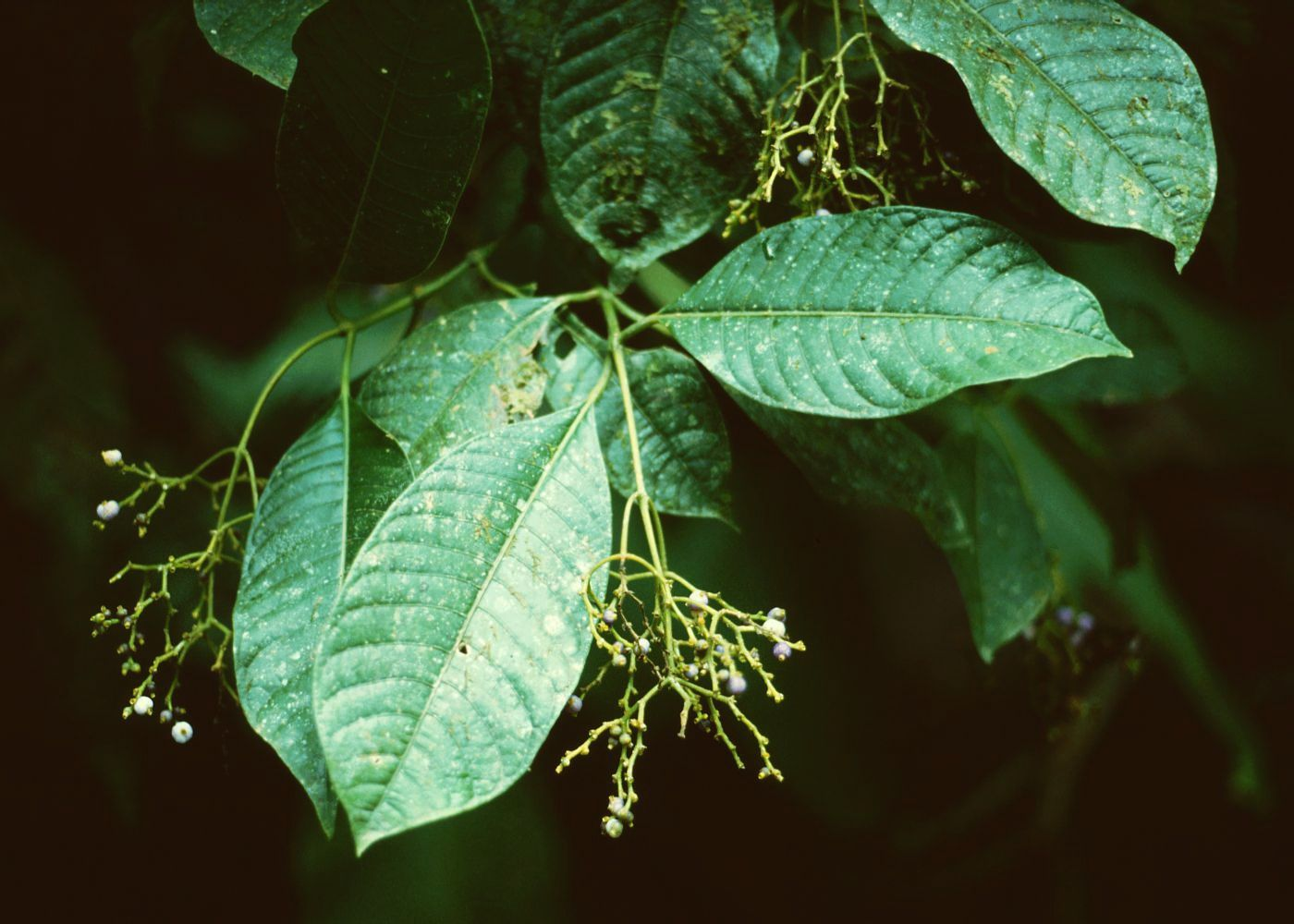
Zweig mit jungen Früchten

Die Früchte sind fleischige Steinfrüchte. Sie sind – ohne Kelchrest – ungefähr 4 mm lang, 4–5 mm breit und abgeflacht kugelig bis verkehrteiförmig. Sie sind zuerst bläulich oder purpurn gefärbt und zum Schluss schwarz. Die Früchte sind kurz flaumig behaart bis verkahlend. An der Spitze sitzt ein ungefähr 1 mm hoher Kelchrest. Die zwei harten, einfächerigen Steinkerne haben an der flachen Innenseite eine Längsfurche und besitzen an der gerundeten Außenseite 4–5 spitze bis stumpfe Rippen. Sie enthalten einen einzelnen ellipsoidalen Samen.
Die Pflanze blüht von Jänner bis August und fruchtet von März bis September.

## Verbreitung und Lebensraum
Psychotria solitudinum ist in Costa Rica und Panama sowie entlang der Anden vom westlichen Kolumbien bis zum Ostfuß der Anden in Peru verbreitet. In Costa Rica kommt sie fast ausschließlich in der südlichen Hälfte der pazifischen Abdachung des Landes vor. Sie wächst dort von Meeresniveau bis auf ungefähr 800(–1400) m Seehöhe. In Kolumbien und Peru ist sie auch aus höheren Lagen bis etwa 1800 m Seehöhe bekannt.
Die Art wächst in feuchten tropischen Regenwäldern.

## Taxonomie und Systematik
Psychotria solitudinum wurde 1940 vom US-amerikanischen Botaniker Paul Carpenter Standley beschrieben. Die Erstbeschreibung erfolgte auf der Grundlage von Aufsammlungen des US-amerikanischen Botanikers und Ornithologen Alexander Frank Skutch, die dieser in der Umgebung der Stadt San Isidro de El General in Costa Rica gemacht hatte.
Eine ähnlich aussehende und wahrscheinlich verwandte Art ist Psychotria angustiflora K.Krause.
Psychotria solitudinum gehört zur Untergattung Heteropsychotria. Eine molekularbiologische Untersuchung auf der Grundlage von ITS-Sequenzen und einer Sequenz aus dem Chloroplasten-Genom (rbcL) hat gezeigt, dass die Untergattung Heteropsychotria nicht die Schwestergruppe der übrigen Teile der Gattung Psychotria ist. Sie bildete dagegen in dieser Studie eine Klade, in die die untersuchten Arten der Gattung Palicourea eingebettet waren. Diese Klade war weiters die Schwestergruppe einer Klade, die verschiedene andere Gattungen der Tribus Psychotrieae umfasste. Eine Neuordnung der Gattung Psychotria und eine Verschiebung von Psychotria solitudinum in die Gattung Palicourea, wie das bereits für die mexikanischen Arten der Untergattung durchgeführt worden ist, ist in naher Zukunft zu erwarten.

## Etymologie
Das Artepitheton solitudinum ist der Genitiv Plural von lat. solitudo (Einsamkeit, unbewohntes Land). In der Erstbeschreibung findet sich kein Hinweis, wieso dieser Name gewählt worden ist. Der Gattungsname Psychotria lässt sich aus den beiden altgriechischen Wörtern ψυχή (psychḗ, dt. Seele) und τροφή (trophḗ, dt. Nahrung) herleiten. Die Benennung nimmt auf die Ähnlichkeit der Steinkerne („Samen“) mit denen des Kaffees (Coffea) und auf die anregende Wirkung des daraus erzeugten Getränks Bezug.